# Zachaenus parvulus
Zachaenus parvulus är en groddjursart som först beskrevs av Charles Frédéric Girard 1853. Arten ingår i släktet Zachaenus och familjen Cycloramphidae. IUCN kategoriserar Zachaenus parvulus globalt som livskraftig. Inga underarter finns listade i Catalogue of Life.
Arten är känd endast från Serra do Mar och Ilha Grande i delstaten Rio de Janeiro i sydöstra Brasilien. Den förekommer på höjder upp till 1 100 meter över havet.
Arten lever i lövtäcket på marken i primär och sekundär skog. Äggredet läggs på marken under löven och de marklevande ynglen utvecklas i ett hål under lövtäcket.